# Philippe Lafaix
Philippe Lafaix est un cinéaste documentariste français. 

## Biographie
Philippe Lafaix est notamment connu pour ses films documentaires , par exemple sur les problèmes générés par l'orpaillage en France (pollution par le mercure, violences et non-respect du droit). 
Il a également participé à 18 épisodes de la série documentaire Les routes de l'impossible diffusée sur France 5.

## Filmographie
- 2003 : La Loi de la jungle, 53 min
- 2009~2018 : Les routes de l'impossible Collection documentaire de 52' France 5 (26 épisodes)
- 2010 : À la recherche de Lamine Gaye, 66 min
- 2012 : Les rêves des saints noirs, 52 min
- 2013 : Dans les yeux de Katia - ascension du Kilimandjaro, 31 min, TF1

## Récompenses et distinctions
- Prix du documentaire au Festival international du film d'environnement d'Île-de-France (FIFE) à Paris, pour La Loi de la jungle
- Prix du meilleur film pour les droits de l'homme au CinéEco au Portugal, pour La Loi de la jungle
- Prix au Festival international du film sur l'environnement de Goiânia au Brésil (FICA), pour La Loi de la jungle (2003)